# Dixie Haygood
Dixie Annie Haygood, de soltera Jarratt, conocida artísticamente como Annie Abbott, (Milledgeville (Georgia), 1861–Macon (Georgia), 21 de noviembre de 1915), fue una ilusionista estadounidense, conocida como una de las Georgia Wonder Girls, de finales del siglo XIX, cuyo espectáculo implicaba proezas de fuerza.
Las Georgia Wonder Girls eran espectáculos anteriores al vodevil en los que las jóvenes realizaban proezas de fuerza, normalmente enfrentadas a hombres. Utilizaban técnicas de fulcro y palanca para levantar a hombres pesados en sillas, arrancar palos de nogal de las manos de hombres fuertes y otras similares. Había variaciones del acto que incluían pruebas de equilibrio. Lulu Hurst tenía 15 años cuando empezó a actuar y fue la iniciadora del fenómeno. La segunda fue Mattie Lee Price y le siguió Haygood, ambas ealizaban números casi idénticos.

## Trayectoria
Nació en Georgia, era una de los 10 hijos de Eleanor Harriett Clopton y James Archelaus Jarratt. Aunque sus padres eran de Kentucky y Alabama, vivieron la mayor parte de su vida en Milledgeville (Georgia). Se casó con Charles N. Haygood, en Baldwin (Georgia), el 28 de abril de 1878, cuando tenía 17 años
Después de ver a Hurst actuando como la Georgia Wonder en 1884, desarrolló su propia versión del acto del «imán humano», bajo el nombre artístico de «Annie Abbott, el Imán de Georgia». Su acto, como el de Hurst, consistía en desplazar objetos sostenidos firmemente por uno o más hombres fuertes. Como Haygood era una mujer pequeña y delgada, sus actuaciones se consideraban aún más milagrosas. Destacó especialmente por la «prueba de levantamiento», en la que resistió con facilidad los esfuerzos de varios hombres corpulentos para levantar del suelo su cuerpo de 43,4 kg.
El 17 de septiembre de 1885, su marido, que era ayudante del sheriff, murió de un disparo durante una discusión, lo que la dejó como única fuente de ingresos para sus tres hijos.
Haygood era una ingeniosa autopromocionadora, llegando a afirmar que sus "poderes" le causaban terribles dolores de cabeza y anunciando en los periódicos una cura. A pesar de que numerosos medios de comunicación informaron sobre los trucos físicos que hacían posible su actuación (especialmente la «prueba del ascensor»), su popularidad no disminuyó.
En la década de 1890, fue invitada a Londres, y tras seis semanas actuando, surgió una gira europea de dos años. Durante este período actuó para numerosos jefes de Estado, incluido Guillermo II de Alemania del Imperio alemán, el emperador Francisco José I de Austria-Hungría y Alejandro III de Rusia del Imperio ruso.
Murió en Macon (Georgia), el 21 de noviembre de 1915, y fue enterrada en el cementerio Memory Hill, Milledgeville (Georgia).
Según algunas estimaciones, Haygood tuvo una carrera más impresionante que la de su inspiradora, Hurst, en parte porque se retiró muy joven de los escenarios. Tuvo tanto éxito que otras mujeres actuaron ocasionalmente bajo su nombre artístico, Annie Abbott, sin su permiso.

## Controversias
A diferencia de Hurst, no reveló sus métodos, sin embargo, magos profesionales han descrito sus métodos en detalle. El ilusionista John Fisher escribió que su habilidad no tenía nada que ver con un poder o fuerza secretos, sino que poseía un «sólido conocimiento de principios no reconocidos de palanca, inercia y desviación de fuerzas». Fisher reveló cómo podían realizarse tales proezas en su libro Body Magic (1980).
Según el historiador de la magia Walter B. Gibson, "no hubo ningún "Gran Desconocido" o fuerza invisible que ayudara ni a Hurst ni a Abbott, aunque muchos creyentes en lo sobrenatural estaban seguros de que sí lo había. Toda la exhibición dependía de la desviación de la fuerza, que se ve a menudo en nuestras acciones ordinarias, pero que generalmente pasa desapercibida."
El investigador Joe Nickell dijo que Abbott fue «una breve sensación en Londres», pero expuesta por lo que Houdini llamó "un reportero muy ingenioso". Houdini también afirmó que de todas los imitadoras de Hurst, Abbott era “una de los más astutas”. Nickell visitó su tumba en el cementerio Memory Hill, situado en Milledgeville (Georgia).